# Стефанов, Олег Дмитриевич
Олег Дмитриевич Стефанов (укр. Олег Дмитрович Стефанов; театральный псевдоним — Олег Стефан; род. 1965) — советский и украинский актёр театра и кино, педагог. Заслуженный артист Украины (2019).

## Биография
Родился 28 февраля 1965 года в Килие́ (ныне Одесская область, Украина). Первая встреча с любительским театром состоялась в школьные годы, когда играл в школьном театре-студии в родном городе Килия. По воспоминаниям, первым профессиональным спектаклем, который Олег увидел, был спектакль «Проснись и пой» (по пьесе венгерского драматурга Миклоша Дьярфаша) в гастрольном исполнении Кишинёвского русского драматического театра. Желание стать актёром вызывало неодобрение со стороны родителей, которые прочили сыну совершенно иную судьбу. До службы в армии успел поработать на судоремонтном заводе, а после службы снова вернулся к попыткам поступить на актёра. В театральный вуз поступил с третьего раза в Харьковский институт искусств имени Котляревского (курс Александра Беляцкого), который оканчивает в 1989 году. Выпускников курса, игравших дипломный спектакль «Мина Мазайло» по пьесе Мыколы Кулиша, практически всем составом принимают в Харьковский академический драматический театр имени Т. Г. Шевченко (1987—1990).
В 1995—1996 годах преподавал в Харьковском институте искусств имени Ивана Котляревского.
В июле 1991 года в рамках проекта «Славянский пилигрим» проходил стажировку в Рабочем центре Ежи Гротовского (Понтедера, Италия)
Влияние на актёра оказали Ежи Гротовский, Владимир Кучинский, творчество Леся Курбаса, Питера Брука, Германа Гессе.
Режиссёр В. С. Кучинский, посетивший гастрольный спектакль «Мина Мазайло», приходит к актёру за кулисы и делает предложение о совместной работе и переезде во Львов. Служил во Львовском молодёжном театре имени Леся Курбаса с 1990 по 1991 год, после чего возвращается на несколько лет обратно в Харьков, а с 1996 года окончательно переезжает во Львов в театр имени Курбаса, где играл до 2019 года.
С 2019 года и по сей день является актером Киевского театра драмы и комедии на левом берегу Днепра.
В 1998—1999 годах преподавал в студии при театре им. Леся Курбаса.
В 2005—2009 годах — доцент кафедры театроведения и актёрского мастерства ЛГУ имени И. Я. Франко. В 2012—2017 годах — художественный руководитель курса актёрского отделения факультета культуры и искусств Львовского национального университета имени Ивана Франко.
Многократный участник международных театральных фестивалей на Украине, в Белоруссии, Италии, Молдавии, Македонии, Румынии, Польше, Германии, Египте.

## Театральные работы
Олег Стефан сыграл более 40 спектаклей на сценах Харькова и Львова.
ХУАДТ имени Т. Г. Шевченко (1987—1990; 1991—1996)
1. 1987 — «Дорогая Елена Сергеевна» Л. Разумовской — Паша
2. 1988 — «Звёзды на утреннем небе» А. Галина — Александр
3. 1989 — «Мина Мазайло» Н. Кулиша — Мокий / тётя Мотя
4. 1989 — «Оперетка» В. Гомбровича — граф Шарм
5. 1992 — «За двумя зайцами» М. Старицкого — Голохвастов
6. 1993 — «Деньги» И. Карпенко-Карого — Бонавентура
7. 1994 — «Горбун» С. Мрожека — Онек
8. 1995 — «Сны Кристиана» Х. Андерсена — Мефисто / пан Блаке
9. 1996 — «Три сестры» А. Чехова — Николай Львович Тузенбах, барон, поручик
10. 1996 — «Пригвождённые» В. Винниченко — Родион

Львовский молодёжный театр имени Леся Курбаса (1990—1991; с 1996)
1. 1990 — «Маруся Чурай» Л. Костенко — Искра
2. 1990 — «Между двух сил» В. Винниченко; реж. Владимир Кучинский — Арсен / офицер
3. 1991 — «Двор Генриха III» А. Дюма; реж. Владимир Кучинский — Король / Сен-Мегрен / мадам де Косе
4. 1991 — «Сны» по роману «Преступление и наказание» Ф. Достоевского; реж. Владимир Кучинский — Лужин
5. 1996 — «Апокрифы» по драматическим произведениям Л. Украинки; реж. Владимир Кучинский — Хуса /Иуда
6. 1996 — «Сон» Т. Г. Шевченко; реж. Владимир Кучинский
7. 1996 — «Вишнёвый сад» А. П. Чехова; реж. Владимир Кучинский — Пётр Сергеевич Трофимов, студент
8. 1997 — «Молитва к звёздам» вечер поэзии Богдана-Игоря Антонича
9. 1998 — «Благодарный Эродий» Г. Сковороды; реж. Владимир Кучинский — Эродий / Отец / Пышек
10. 2001 — «Марко Проклятый, или Восточная легенда» по поэзии В. Стуса; реж. Владимир Кучинский — Марко
11. 2001 — «Ирмосы» музыкальная фреска
12. 2002 — «Хвала Эросу» по «Бенкет» Платона — Сократ
13. 2002 — «Каменный властелин» Л. Украинки — Дон Жуан
14. 2003 — «Silenus Alcibiadis» по Платону; реж. Владимир Кучинский — Сократ
15. 2004 — «Богдан» Клима; реж. Владимир Кучинский — Богдан
16. 2004 — «Наркис» Г. Сковороды; реж. Владимир Кучинский — Лука
17. 2006 — «В ожидании Годо» С. Беккета; реж. Алексей Кравчук — Владимир
18. 2006 — «Ma-Na Hat-Ta (Небесна Земля)» по пьесе «Добрый бог с Манхэттена» И. Бахман; реж. Владимир Кучинский — Добрый Бог
19. 2008 — «Амнезия, или Малые супружеские преступления» Э. Шмитта; реж. Владимир Кучинский — Жиль
20. 2009 — «Формула Экстази» поэтическая инсталляция по поэзии Богдана-Игоря Антонича; реж. Владимир Кучинский
21. 2010 — «Между двух сил» В. Винниченко; реж. Владимир Кучинский — Никита Слипченко
22. 2010 — «Король Лир» У. Шекспира; реж. Овлякули Ходжакули — Кент / Лир
23. 2011 — «Лесная песня» Л. Украинки; реж. Андрей Приходько — Дядя Лев
24. 2013 — «Так говорил Заратустра» Ф. Ницше; реж. Владимир Кучинский — одинокий хор, или то, кто спрашивает «не хор»
25. 2014 — «…пьеса Шекспира «12 ночь» сыгранная актёрами далёкой от Англии страны, которые и не знали никогда слов Шекспира…» КЛИМа по У. Шекспиру; реж. Владимир Кучинский — сэр Тоби / старейшие и уважаемые актёры / режиссёр

Другие театры
1. 1999 — «Загадочные вариации» Э. Шмитта — Эрик Ларсен (Театр имени Марии Заньковецкой)
2. 2003 — «Квартет на 4-х актёров» Богуслава Шеффера (Театр EVOE)
3. 2015 — «Баба» П. Арье; реж. Алексей Кравчук — баба Прыся (Львовский драматический театр имени Леси Украинки)
4. 2016 — «Слава героям!» П. Арье; реж. Алексей Кравчук — Андрей Васильевич Чумаченко, ветеран Советской армии (Львовский драматический театр имени Леси Украинки)

## Фильмография
1. 2013 — Такие красивые люди — Кирилл
2. 2017 — Червоный — Ворон, воин УПА
3. 2018 — Гуцулка Ксеня — Синиця
4. 2019 — Захар Беркут — Лев

## Награды и звания
- Премия имени Иосифа Гирняка (2001)
- Национальная премия Украины имени Тараса Шевченко (2006) — за исполнение ролей в спектаклях по произведениям Платона, Г. С. Сковороды, В. С. Стуса в Львовском АМТ имени Леся Курбаса
- Юбилейная медаль «20 лет независимости Украины» (19 августа 2011) — за значительный личный вклад в социально-экономическое, научно-техническое и культурно-образовательное развитие Украинского государства, весомые трудовые достижения и многолетний добросовестный труд[6]